# Benkadi (Kangaba)
Pour les articles homonymes, voir Benkadi.
Benkadi est une commune rurale du Mali, de l'arrondissement de Naréna dans le cercle de Kangaba et la région de Koulikoro, elle a pour chef-lieu la localité de Habadougou Kenieba.

## Villages
La commune s'étend sur 4 localités relevées lors du recensement général de 2009. 
Les villages les plus peuplés sont :
- Habadougou Kenieba (4 329 habitants) ;
- Kourémalé (3 843 habitants) ;
- Nougani (678 habitants).

En 2023, la loi 2023-007 attribue à la commune 4 villages, fractions ou quartiers  :
- Tomodo-Comacra
- Nougani
- Kourémalé
- Habadougou Kenieba

## Politique
| Année | Maire élu ou désigné     | Parti politique |
| ----- | ------------------------ | --------------- |
| 1999  | Fodé Fabou Keita Nougani |                 |
| 2004  | Tidiani Keïta            | indépendant     |
| 2009  | Tidiani Keïta            | indépendant     |
| 2016  |                          |                 |